# Hacettepe SK
Hacettepe Spor Kulübü – turecki klub piłkarski z siedzibą w Ankarze.
W sezonie 2008/2009 klub występował w rozgrywkach I ligi tureckiej, w których zajął 18. miejsce i spadł do II ligi.

## Historia
Klub powstał w 1949 pod nazwą Sanayi Barbarosspor. W 1998 zmienił nazwę na Asaşspor. Klub miał jednak problemy finansowe i spadł do 4 ligi. W 2003 został wykupiony przez Gençlerbirliği SK, a nazwę klubu zmieniono na Gençlerbirliği Oftaş. Klub jako rezerwy SK Gençlerbirliği awansował do I ligi, ale nie dostał dopuszczony do rozgrywek. Klub odłączył się od Gençlerbirliği po ustabilizowaniu sytuacji finansowej i przyjął nazwę Hacettepe Spor Kulübü. W sezonie 2007/2008 drużyna ta awansowała do I ligi tureckiej. Po roku gry w lidze ponownie spadła na zaplecze tureckiej ekstraklasy.

## Piłkarze w historii klubu
- Gökhan Gönül
- Gökhan Ünal
- Mile Sterjovski
- Remzi Giray Kaçar
- İlhan Eker